# توماس آلفردسون
توماس آلفردسون (سوئدی: Tomas Alfredson؛ زادهٔ ۱ آوریل ۱۹۶۵) کارگردان فیلم و بازیگر اهل سوئد است. او که از سال ۱۹۷۱ میلادی تا کنون مشغول فعالیت بوده، در سال ۲۰۰۸ با فیلم خون‌آشامی آدم درست را راه بده در جهان سینما مطرح شد. او بعدتر با فیلم جاسوسیِ بندزن خیاط سرباز جاسوس به شهرت رسید.
از دیگر فیلم‌های او می‌توان به قاتل ساده‌لوح و پی و بی اشاره کرد.